# Кисвадна
Кисвадна је област која се налази у југоисточном рејону Мале Азије. Област је тако називана у бронзаном добу око 1500. п. н. е. У то време је била насељена хуритским становништвом и била је стратешки коридор саобраћајних комуникација Мале Азије са Сиријом, Египтом и Месопотамијом.
Прво је била укључена у државу Митана, да би војном кампањом Шупилулиуме првог, хетитског владара, била анексирана Хетитској држави као посебна кнежевина.
Касније је та област познатија као Киликија.